# محمد سمراوي
العقيد محمد سمراوي المدعو لحبيب: ولد سنة 1953 بمدينة عنابة. ضابط سامي في المخابرات الجزائرية سابقا. وعضو مؤسس لحركة رشاد الجزائرية المعارضة للنظام حاليا.
تخرج من قسم العلوم البيولوجية من جامعة قسنطينة عام 1976 حيث التحق بجامعة (ديجون) في فرنسا وحصل منها على الماجستير في العلوم الكيميائية عام 1977، عمل بعدها أستاذاً في جامعة قسنطينة حتى التحق بجهاز المخابرات عام 1978، تدرج بعدها في مناصب ومسؤولياتٍ مختلفة حتى العام 1987 حيث حصل على دورةٍ في الاستخبارات لمدة عامٍ من روسيا، عاد بعدها مسؤولاً أمنياً عن ولاية قالمة ثم انتقل إلى القيادة العامة للمخابرات عام 1989 وفي العام 1990 أصبح رئيساً لقسم مباحث أمن الدولة في جهاز المخابرات ومسؤولاً لإدارة الطوارئ، ولعب دوراً بارزاً في انقلاب 12 يناير عام 1992 حيث كان نائباً للمسؤول الأمني عن الانقلاب، عين في نهاية أغسطس عام 1992 مسؤولاً عن مكتب المخابرات الجزائرية في ألمانيا بدرجة مستشار أول حتى 22 أبريل عام 1996 حيث قرر اللجوء السياسي لإحدى الدول الأوروبية.
وفي سنة 2007 اسس حركة رشاد رفقة عدد من المعارضين للنظام الجزائري.
في سنة 2003 الف كتاب اسمه: (وقائع سنوات الدم) يروي فيه شهادته على ماحصل في الجزائر عندما كان مسؤلا امنيا فيها.

## روابط خارجية
- محمد سمراوي على موقع اتحاد المراسلات الدولية للشطرنج (الإنجليزية)